# Compsocryptus pallens
Compsocryptus pallens là một loài tò vò trong họ Ichneumonidae.